# Kretki Duże
Kretki Duże [pronunciación en polaco: /ˈkrɛtki ˈduʐɛ/] es un pueblo en el distrito administrativo de Gmina Osiek, dentro del Distrito de Brodnica, Voivodato de Cuyavia y Pomerania, en el centro-norte de Polonia. Se encuentra aproximadamente 4 kilómetros al norte-del este de Osiek, 8 kilómetros al sur de Brodnica, y 58 kilómetros al este de Toruń.
El pueblo tiene una población de 158 habitantes.